# Khamari
Khamari es una ciudad censal situada en el distrito de Gondia en el estado de Maharashtra (India). Su población es de 6794 habitantes (2011). Se encuentra a 5 km de Gondia.

## Demografía
Según el censo de 2011 la población de Khamari era de 6794 habitantes, de los cuales 3387 eran hombres y 3407 eran mujeres. Khamari tiene una tasa media de alfabetización del 82,71%, superior a la media estatal del 82,34%: la alfabetización masculina es del 91,12%, y la alfabetización femenina del 74,24%.